# 겟타 로보 아크
겟타 로보 아크(Getter Robo Arc, 일본어: ゲッターロボ アーク)는 이시카와 켄과 나가이 고가 만든 겟타 로보 프랜차이즈를 기반으로, 이시카와가 쓰고 그린 만화 시리즈이다. 2001년 7월 19일부터 2003년 9월 19일까지 후타바샤의 슈퍼 로봇 매거진에 처음 연재되었으며, 조기 취소될 때까지 단고본 3권으로 편집되었다. 신 겟타 로보와 겟타 로보 고 이후 10년 후, 하야토가 이끄는 새로운 겟타 팀이 새로운 메카인 겟타 로보 아크를 사용하여 지구를 침공하는 안드로메다 스텔라레이션의 침공을 막는 이야기이다. 비 미디어와 studio A-CAT이 제작한 애니메이션 TV 시리즈는 2021년 7월부터 9월까지 방영되었다.

## 구성
나가레 료마, 이치몬지 고, 메시아 티르가 신 겟타 1호를 타고 지구를 떠나 화성으로 간 지 19년 후, 세계는 행성을 거의 영원히 바꿔 놓았던 이전의 갈등으로부터 회복되고 있다. 그 당시, 기술 유기체 곤충 같은 외계인 떼가 행성을 거의 무릎 꿇게 만들면서 지구와 안드로메다 스텔라레이션으로 알려진 미지의 존재 사이의 갈등이 확대되고 있다. 그러나 현재 진 하야토의 지휘 하에 있는 사오토메 연구소는 행성 내부와 외부의 외계 위협으로부터 지구를 보호하기 위해 새로운 조종사를 양성하는 동시에 적을 격퇴하기 위해 최선을 다하고 있다. 사오토메 박사의 마지막 유산인 새로운 겟타 유닛인 겟타 로보 아크를 조종하기 위한 모든 것이다.
갈등 속에서 10대 소년이자 료마의 외아들인 나가레 타쿠마는 친구 야마기시 바쿠의 안내에 따라 자신이 남긴 유산에 대한 답을 찾고 있다. 금속 짐승과 사오토메 연구소의 겟타 팀 사이의 전투에서 타쿠마와 바쿠는 조종사가 사망한 후 쓰러진 겟타 D2를 납치했다. 하야토는 경악하고 호기심이 많았지만, 그는 카무이 쇼가 조종하는 겟타 아크를 보내 타쿠마가 금속 짐승을 물리칠 수 있도록 도와 연구소로 데려왔다. 타쿠마와 바쿠의 잠재력을 본 하야토는 쇼와 함께 안드로메다 스텔라레이션에 맞서 인류의 마지막 희망으로 겟타 로보 아크를 운영하여 인류를 멸종으로부터 보호하도록 배정했다.